# Малый Зайкин
Малый Зайкин — посёлок в Первомайском районе Оренбургской области. Административный центр Малозайкинского сельсовета.

## География
Посёлок находится на левом берегу реки Балабанка, на расстоянии примерно 29 км (по прямой) к юго-западу от посёлка Первомайский, административного центра района.

### Часовой пояс
Посёлок Малый Зайкин, как и вся Оренбургская область, находится в часовой зоне МСК+2. Смещение применяемого времени относительно UTC составляет +5:00.

## История
Посёлок основан в начале XX века, назван по фамилии первопоселенца. В 1930 году посёлок стал центральной усадьбой совхоза имени Яковлева (назван в честь тогдашнего наркома земледелия СССР Якова Яковлева. После расстрела наркома совхоз переименовали в «Тепловский».

## Население
| 2010 |
| ---- |
| 706  |

### Национальный состав
Согласно результатам переписи 2002 года, в национальной структуре населения русские составляли 64 % из 879 чел., казахи — 27 %.

## Улицы
| - ул. Дальняя, - ул. Заречная, - ул. Клубная, - ул. Ленина, - ул. Мира, | - ул. Молодёжная, - ул. Набережная, - ул. Нагорная, - ул. Северная, - ул. Спортивная, | - ул. Физкультурная, - ул. Хуторская, - ул. Целинная, - ул. Школьная. |